# معركة كرخ
معركة كرخ هي إحدى المعارك المُبكرة بين الدولتين العُثمانيَّة والصفويَّة، وقد انتهت بتدمير شبه كامل للمُقدِّمة العُثمانيَّة بقيادة حسين بك الجركسي، نتيجة كمينٍ نصبه الصفويين.
كان القائد العُثماني مُحمَّد باشا البيقلي، الموكل من طرف السُلطان سليم الأوَّل بحماية بلاد ديار بكر من الصفويين والحيلولة دون تقدُّمهم إليها، بانتظار المدد من قرمان وإسلامبول، وكان يعتزم هزيمة نظيره الصفوي قراخان أُستاجلوه بخطَّةٍ ماكرة، إذ خطَّط لشن هُجُومٍ وهميّ بمعيَّة ألفيّ فارس على مُقدِّمة الصفويين، ثُمَّ الانسحاب لإجبار الأعداء على تتبعهم، فيقعون في مرمى نيران الجيش الرئيسي. عارض المولى إدريس البدليسي هذه الخطَّة بحُجَّة أنَّ الطرق موحلة بسبب الأمطار، مما يُصعِّب التنقل عليها، سيَّما أنَّ المسافة التي يتوجَّب على الجيش قطعها من «كرخ» لسحب الصفويين إلى «القنطرة» في البستان، حيث ينتظر الجيش العثماني الرئيسي، طويلة للغاية. لكنَّ مُحمَّد باشا البيقلي لم يأخذ مُعارضة المولى البدليسي بعين الاعتبار، وأرسل إلى أمير سنجق حلب حسين بك الجركسي أن يسير بقُوَّاته للقاء الصفويين.
علم قراخان أُستاجلوه بالهُجُوم العُثماني الوشيك عبر جواسيسه، فأمر قُوَّاته بإخلاء المُعسكر والاختباء في المنطقة المُحيطة. ولمَّا وصلت مُقدِّمة الجيش العُثماني ووجدت المُعسكر فارغًا، سارع الجند إلى نهبه، ولمَّا كان الصفويين يعتقدون أنَّ سائر الجيش العُثماني في طريقه إليهم، لم يُحرِّكوا ساكنًا، لكن ما أن أدركوا أنَّ هذه المُقدِّمة أتت وحدها ولن يتبعها أحد، حتَّى خرجوا من مخابئهم وانقضّوا على العُثمانيين وفتكوا بكثيرٍ منهم دون أن يتمكن هؤلاء من مُقاومتهم، وعانى الفرسان أثناء انسحابهم من الطريق الموحلة كما قال المولى البدليسي، فوقعوا لُقمةً سائغةً للصفويين الذين لاحقوهم. أمَّا مُحمَّد باشا البيقلي، فقد أتاه خبرٌ كاذب من أحد الجواسيس زعم فيه أنَّ الصفويين هُزموا، فعاد البيقلي أدراجه إلى آمد.
وصل بعض الجُند العُثمانيين الهاربين إلى دجلة، وحاول بعضهم عُبُور النهر سباحةً، فغرق مُعظمهم بينما وقع الباقون في أيدي الصفويين، فُقتل بعضهم وأُسر آخرون.